# Nancy Neamtan
Nancy Neamtan est l'ancienne dirigeante du Chantier de l'économie sociale, fondé au Québec (Canada) en 1999, à la suite des travaux du groupe de travail sur l'économie sociale débutés dans le cadre du Sommet de l'emploi de 1996.

## Biographie
Née à Montréal en 1951, elle complète un baccalauréat en lettres à l'Université McGill en 1972.
De 1972 à 1998, elle participe à la fondation et à la direction de divers organismes communautaire de la région de Montréal, notamment le Programme économique de Pointe-Saint-Charles, l'Institut de formation en développement économique communautaire et Regroupement pour la relance économique et sociale du sud-ouest de Montréal (RÉSO).
Elle est récipiendaire de l'Ordre national du Québec en 2012 et d'un doctorat honorifique de l’Université du Québec en Outaouais en 2013.